# Presidenti della Provincia di Forlì-Cesena
Elenco dei presidenti dell'amministrazione provinciale di Forlì-Cesena.

## Regno d'Italia (1866-1946)

### Presidenti del Consiglio provinciale (1866-1926)
- Sallustio Farrari (1862-1863)
- Cesare Albicini (1863-1866)
- Vincenzo Salvoni (1866-1874)
- Pietro Montesi Righetti (1874-1976)
- Giovanni Guarini (1876-1890)
- Alessandro Fortis (1890-1907)
- Alessandro Facchinetti (1907-1908)
- Tito Pasqui (1908-1910)
- Ubaldo Comandini (1910-1912)
- Tito Pasqui (1912-1914)
- Giuseppe Bellini (1914-?)

### Presidenti della Deputazione provinciale (1889-1926)
| Nº  | Nº | Ritratto | Nome                | Mandato | Mandato | Partito                       | Carica |
| Nº  | Nº | Ritratto | Nome                | Inizio  | Fine    | Partito                       | Carica |
| --- | -- | -------- | ------------------- | ------- | ------- | ----------------------------- | ------ |
| 1   |    |          | Giuseppe Brasini    | 1889    | 1894    | ?                             |        |
| 2   |    |          | Francesco Vendemini | 1894    | 1905    | ?                             |        |
| 3   |    |          | Clerzio Casati      | 1905    | 1907    | ?                             |        |
| 4   |    |          | Giovanni Renzi      | 1907    | 1908    | ?                             |        |
| 5   |    |          | Achille Renzi       | 1908    | 1910    | ?                             |        |
| 6   |    |          | Giuseppe Bellini    | 1910    | 1913    | Partito Repubblicano Italiano |        |
| (5) |    |          | Achille Renzi       | 1914    | ?       | ?                             |        |

## Repubblica italiana (dal 1946)

### Presidenti della Provincia (dal 1951)

#### Eletti dal Consiglio provinciale (1951-1995)
| Nº | Nº | Ritratto | Nome                 | Mandato        | Mandato        | Partito                                                       | Elezione |
| Nº | Nº | Ritratto | Nome                 | Inizio         | Fine           | Partito                                                       | Elezione |
| -- | -- | -------- | -------------------- | -------------- | -------------- | ------------------------------------------------------------- | -------- |
|    |    |          | ?                    | ?              | ?              | ?                                                             |          |
|    |    |          | Alessandro Guidi     | ?              | 23 luglio 1990 | Partito Socialista Italiano                                   |          |
|    |    |          | Carlo Sarpieri       | 23 luglio 1990 | 16 maggio 1994 | Partito Comunista Italiano Partito Democratico della Sinistra | 1990     |
|    |    |          | Maria Luisa Bargossi | 16 maggio 1994 | 24 aprile 1995 | Partito Democratico della Sinistra                            | 1990     |

#### Eletti direttamente dai cittadini (1995-2014)
| Nº             | Nº              | Ritratto | Nome          | Mandato        | Mandato        | Partito                           | Elezione |
| Nº             | Nº              | Ritratto | Nome          | Inizio         | Fine           | Partito                           | Elezione |
| -------------- | --------------- | -------- | ------------- | -------------- | -------------- | --------------------------------- | -------- |
|                |                 |          | Piero Gallina | 24 aprile 1995 | 14 giugno 1999 | Partito Repubblicano Italiano     | 1995     |
| 14 giugno 1999 | 21 giugno 2004  | 1999     | Piero Gallina |                |                | Partito Repubblicano Italiano     |          |
|                |                 |          | Massimo Bulbi | 21 giugno 2004 | 22 giugno 2009 | La Margherita Partito Democratico | 2004     |
| 22 giugno 2009 | 13 ottobre 2014 | 2009     | Massimo Bulbi |                |                | La Margherita Partito Democratico |          |

#### Eletti dai sindaci e consiglieri della provincia (dal 2014)
| Nº | Ritratto | Ritratto | Nome                    | Mandato          | Mandato          | Partito                         | Elezione |
| Nº | Ritratto | Ritratto | Nome                    | Inizio           | Fine             | Partito                         | Elezione |
| -- | -------- | -------- | ----------------------- | ---------------- | ---------------- | ------------------------------- | -------- |
|    |          |          | Davide Drei             | 13 ottobre 2014  | 31 ottobre 2018  | Partito Democratico             | 2014     |
|    |          |          | Gabriele Antonio Fratto | 31 ottobre 2018  | 20 dicembre 2021 | Indipendente di centro-sinistra | 2018     |
|    |          |          | Enzo Lattuca            | 20 dicembre 2021 | in carica        | Partito Democratico             | 2021     |